# Hurius vulpinus
Hurius vulpinus là một loài nhện trong họ Salticidae.
Loài này thuộc chi Hurius. Hurius vulpinus được Eugène Simon miêu tả năm 1901.